# 대한민국 제14대 국회 전반기 의장단 선거
제14대 국회 전반기 의장단 선거는 1992년 6월 29일 실시되었다.
선거 결과 8선의 박준규 민주자유당 의원이 국회의장에, 6선의 황낙주 민주자유당 의원과 5선의 허경만 민주당 의원이 국회부의장에 선출되었다.

## 선거 제도
국회의 의장 및 부의장은 국회의원들의 무기명 투표로 선출하되 만약 1차 투표 결과 재적 의원의 과반을 득표한 자가 없으면 2차 투표를 실시하고, 2차 투표에서도 과반 득표자가 나오지 않을 시 최고득표자와 차점자에 대하여 3차 결선 투표를 실시하되 이 경우 단순 다수 득표자를 당선자로 하도록 되어있었다.

## 배경
국회의장단 선출에 있어 의장은 원내 제1당에서 차지하고 두 명을 뽑는 부의장은 1당과 2당에서 하나 씩 차지하는 것이 제3공화국 시절부터 이어져온 국회의 오랜 관례였다. 개원 당시 정당별 의석수는 민주자유당 159석, 민주당 96석, 통일국민당 32석, 신정치개혁당 1석, 무소속 11석이었으므로, 1당인 민주자유당이 국회의장과 한 곳의 부의장, 민주당이 다른 한 곳의 부의장을 차지하는 것이 기정 사실화되었다.
제3당인 통일국민당은 당초 부의장 자리를 요구하지 않고 상임위원장 배정에만 관심을 두었으나, 의장단 선거 당일 갑작스레 입장을 바꿔 양순직 의원을 국회부의장 후보로 내정했다. 이는 통일국민당 내에서 민주자유당과 민주당이 통일국민당을 들러리 취급한다는 인식이 커진 것에 따른 것으로 알려졌다.
그러나 당시는 이미 원 구성 협상이 마무리되고 각 당의 부의장 후보 선정도 끝난 시점이라 끝내 통일국민당의 요구는 받아들여지지 않았다. 통일국민당 의원들은 이에 반발, 여당 몫 국회부의장 선거에서 민주자유당의 후보인 황낙주 의원에게 투표하지 않고 양순직 통일국민당 의원에게 대거 투표하였다.

## 후보

### 국회의장 후보

#### 민주자유당
당시 집권 여당 민주자유당은 막 대선 후보 경선을 마친 시점이었다. 김영삼 당 대표최고위원이 대통령 후보로 선출되어 당의 패권이 노태우 대통령으로부터 김영삼 후보에게 넘어가는 시점이었으며, 당의 주류 세력 역시 민정계에서 민주계로 바뀌는 시점이었다. 또한 민정계 소속 이종찬 의원이 이끄는 새정치모임이 경선 과정에 대한 문제점을 제기하며 탈당 및 신당 창당을 추진하고 있어 당내 민정계 의원들의 동요가 우려되는 시점이었다.
이런 상황에서 노태우 총재는 박준규 의장을 유임시키고자 한 반면 김영삼 대표는 김재순 전 의장을 지지했다. 박준규 의장과 김재순 전 의장은 둘 다 민정계 중진 의원이었으나, 박준규 의장은 대선 후보 경선 과정에서 중립을 표명했고 김재순 전 의장은 김영삼 후보 캠프에 참여하여 적극적으로 활동한 바 있었다. 그 외에 민주계 중진인 김재광 전 국회부의장, 계파 관계가 원만한 이만섭 의원 등도 의장직을 노리고 있었다.
민주자유당은 6월 1일 국회의장 후보에 박준규 의장을 지명하였다.

### 국회부의장 후보

#### 민주자유당
민주자유당의 국회부의장 후보로는 민정계의 오세응 의원, 민주계의 황낙주 의원, 공화계의 이종근 의원 등이 경합하고 있었다. 민주자유당은 6월 1일 경남 출신 6선 의원이자 당 중앙위원회 의장인 황낙주 의원을 국회부의장 후보로 지명하였다. 이를 두고 당내에서는 국회의장과 국회부의장을 모두 영남 인사가 차지하고, 특히 국회부의장을 비롯한 주요 당직을 민주계가 차지한 것은 영남패권주의이자 YS 코드 정치의 산물이라는 반발이 일기도 하였다.

#### 민주당
민주당에서는 허경만 의원과 홍영기 의원이 국회부의장 후보직에 의지를 드러내고 있었다. 논의 끝에 두 의원이 전반기와 후반기 부의장을 번갈아 맡을 것이 합의되었으며, 그 중에서도 허경만 의원이 전반기 부의장 후보를 맡기로 하였다.

## 선거 결과

### 국회의장 선거
대구직할시 동구 을 지역구의 박준규 민주자유당 의원이 당선되었다.
| 후보   | 소속       | 득표 | %    | 비고 |
| ------ | ---------- | ---- | ---- | ---- |
| 박준규 | 민주자유당 | 243  | 81.3 | 당선 |
| 김영삼 | 민주자유당 | 4    | 1.3  |      |
| 김재순 | 민주자유당 | 2    | 0.7  |      |
| 홍영기 | 민주당     | 2    | 0.7  |      |
| 양순직 | 통일국민당 | 1    | 0.3  |      |
| 이종찬 | 민주자유당 | 1    | 0.3  |      |
| 조홍규 | 민주당     | 1    | 0.3  |      |
| 허경만 | 민주당     | 1    | 0.3  |      |
| 기권   | 기권       | 28   | 9.4  |      |
| 무효   | 무효       | 9    | 3.0  |      |
| 결석   | 결석       | 7    | 2.3  |      |
| 재적   | 재적       | 299  | 100  |      |

### 민주자유당 몫 국회부의장 선거
경상남도 창원시 을 지역구의 황낙주 민주자유당 의원이 당선되었다.
| 후보   | 소속       | 득표 | %    | 비고 |
| ------ | ---------- | ---- | ---- | ---- |
| 황낙주 | 민주자유당 | 244  | 81.6 | 당선 |
| 양순직 | 통일국민당 | 41   | 13.7 |      |
| 허경만 | 민주당     | 1    | 0.3  |      |
| 기권   | 기권       | 2    | 0.7  |      |
| 무효   | 무효       | 1    | 0.3  |      |
| 결석   | 결석       | 10   | 3.3  |      |
| 재적   | 재적       | 299  | 100  |      |

### 민주당 몫 국회부의장 선거
전라남도 순천시 지역구의 허경만 민주당 의원이 당선되었다.
| 후보   | 소속       | 득표 | %    | 비고 |
| ------ | ---------- | ---- | ---- | ---- |
| 허경만 | 민주당     | 251  | 83.9 | 당선 |
| 양순직 | 통일국민당 | 10   | 3.3  |      |
| 정호용 | 무소속     | 8    | 2.7  |      |
| 허화평 | 무소속     | 3    | 1.0  |      |
| 김채겸 | 민주자유당 | 1    | 0.3  |      |
| 이상재 | 무소속     | 1    | 0.3  |      |
| 기권   | 기권       | 5    | 1.7  |      |
| 무효   | 무효       | 8    | 2.7  |      |
| 결석   | 결석       | 12   | 4.0  |      |
| 재적   | 재적       | 299  | 100  |      |